# 佛朗哥·扎尼内塔
佛朗哥·扎尼内塔（義大利語：Franco Zaninetta，？—?），意大利前男子雪车运动员。他曾代表意大利参加瑞士举办的1930年国际雪车联合会世界锦标赛，获得男子四人金牌。